# 노숭
노숭(盧嵩, 1337년 ~ 1414년)은 고려 말 조선 초의 문신이다. 본관은 광주(光州). 자는 중보(中甫), 호는 상촌(桑村). 목은 이색의 문생이다. 고려조에서 동지밀직(同知密直) 겸 대사헌(大司憲), 전라도관찰사를 역임하고, 조선 개국 후 개국원종공신에 녹훈되었으며, 조선 태종 때 벼슬이 검교우의정(檢校右議政)에 이르렀다. 시호는 경평(敬平)이다.

## 생애
1357년(공민왕 6)에 진사가 되고, 1365년 문과에 급제하여 정언(正言)·지신사(知申事)·대사헌·지밀직(知密直) 등의 요직을 두루 역임하였다.
우왕이 반유(盤遊)하기를 절도가 없이 하였는데, 어느날 명하여 어가(御駕)가 들[野]로 갔다가 마침 큰 비가 와서 냇물이 창일(漲溢)하니, 노숭이 힘써 화복(禍福)을 진달(陳達)하고 눈물을 흘리면서 간(諫)하였으므로 우왕이 이에 돌아왔다. 그때 사람들이 그 경직(勁直)한 것을 아름답게 여겼다.
1382년(우왕 8년) 동지밀직(同知密直) 겸 대사헌(大司憲)이 되었다. 어느날 우왕이 말을 달려 노숭의 정원(庭園)에 들어갔다가 이것이 누구의 집이냐고 물으니, 종자(從者)가 사실대로 대답하자 말을 채찍질하여 빨리 달려서 나가버렸다. 노숭이 자주 반유(盤遊)하는 것을 간(諫)하였기 때문에 우왕이 마음으로 이를 꺼려하였던 것이다.
1389년(공양왕 1) 전라도관찰사가 되어 전주(全州)의 용안(龍安)과 나주(羅州)의 영산(榮山)에 성을 쌓아 조세를 운수(運輸)하여서 조전(漕轉)을 편리하게 하고, 왜구로부터의 피해를 막았다. 또한 조세를 3년 동안 면제시켜주도록 조정에 건의했으며, 의창(義倉)이 없는 주군(州郡)에 이를 설치하도록 하였다.
조선 개국 후 한양윤(漢陽尹)으로서 조선 개국원종공신에 추가로 녹훈되었고 공신전 30결을 받았다. 1395년(태조 4) 개성유후(開城留後)를 거쳐 1397년에는 경기좌도도관찰사(京畿左道都觀察使)가 되었다. 이때 경기 땅에 고관들의 별장이 많았는데, 차역(差役)을 고르게 하고 청탁을 하지 않는 청렴함을 보였다.
태종이 즉위하자 삼사좌사(三司左使)·지의정부사(知議政府事)로 발탁되었고, 다음해 참판승추부사(參判承樞府事)로 기복(起復)되었으며, 그 뒤 참찬의정부사(參贊議政府事)를 거쳐 1414년 검교우의정(檢校右議政)에 이르렀다. 시호는 경평(敬平)이다.

## 가족
- 할아버지 : 대호군 노단(盧亶)
  - 아버지 : 감찰지평(監察持平) 노준경(盧俊卿)
  - 어머니 : 비순위별장(備巡衛別將) 이천로(李天老)의 딸
    - 아들 : 노상인(盧尙仁)
    - 아들 : 노상의(盧尙義)
    - 아들 : 노상례(盧尙禮)
    - 아들 : 노상지(盧尙智)
    - 아들 : 노상신(盧尙信)